# Servicio Federal de Protección (Rusia)
En la Federación Rusa, el Servicio Federal de Protección (en ruso: Федеральная служба охраны, ФСО (Federálnaya Sluzhba Ojrany), es una agencia del gobierno federal responsable de llevar a cabo la protección de altos funcionarios del Gobierno de Rusia, por mandato de la ley correspondiente, incluido el presidente de Rusia, así como de ciertas propiedades federales.
- Datos: Q1391331
- Multimedia: Federal Protective Service of the Russian Federation / Q1391331